# Ziva Magnolya
Ziva Magnolya Muskitta, née le 14 mars 2001 à Jakarta, est une chanteuse indonésienne.

## Biographie
Ziva Magnolya est née sous le nom de Ziva Magnolya Muskitta en mars 2001. Ziva Magnolya est le deuxième enfant de deux frères et sœurs, du couple Stevanus Muskitta et Cindy Asie Busel.
En 2019, Ziva Magnolya interprète un duo avec Jeremy Passion au Festival de jazz du Ramadhan 2019.
De plus, en 2019, à l'âge de 18 ans, Ziva Magnolya a participé à l'Idole indonésienne. Et le 17 février 2020, elle a été éliminée et a terminé troisième.

## Discographie

### Singles
- Tak Sanggup Melupa (Terlanjur Mencinta) (2020)
- Mata-Mata Harimu (2020)
- Sabmpai Kapan (2020)
- Terlukis Indah (ft Rizky Febian) (2020)
- Sang Dewi (2021)
- Peri Cintaku (2022)